# Begonia bulwiasta

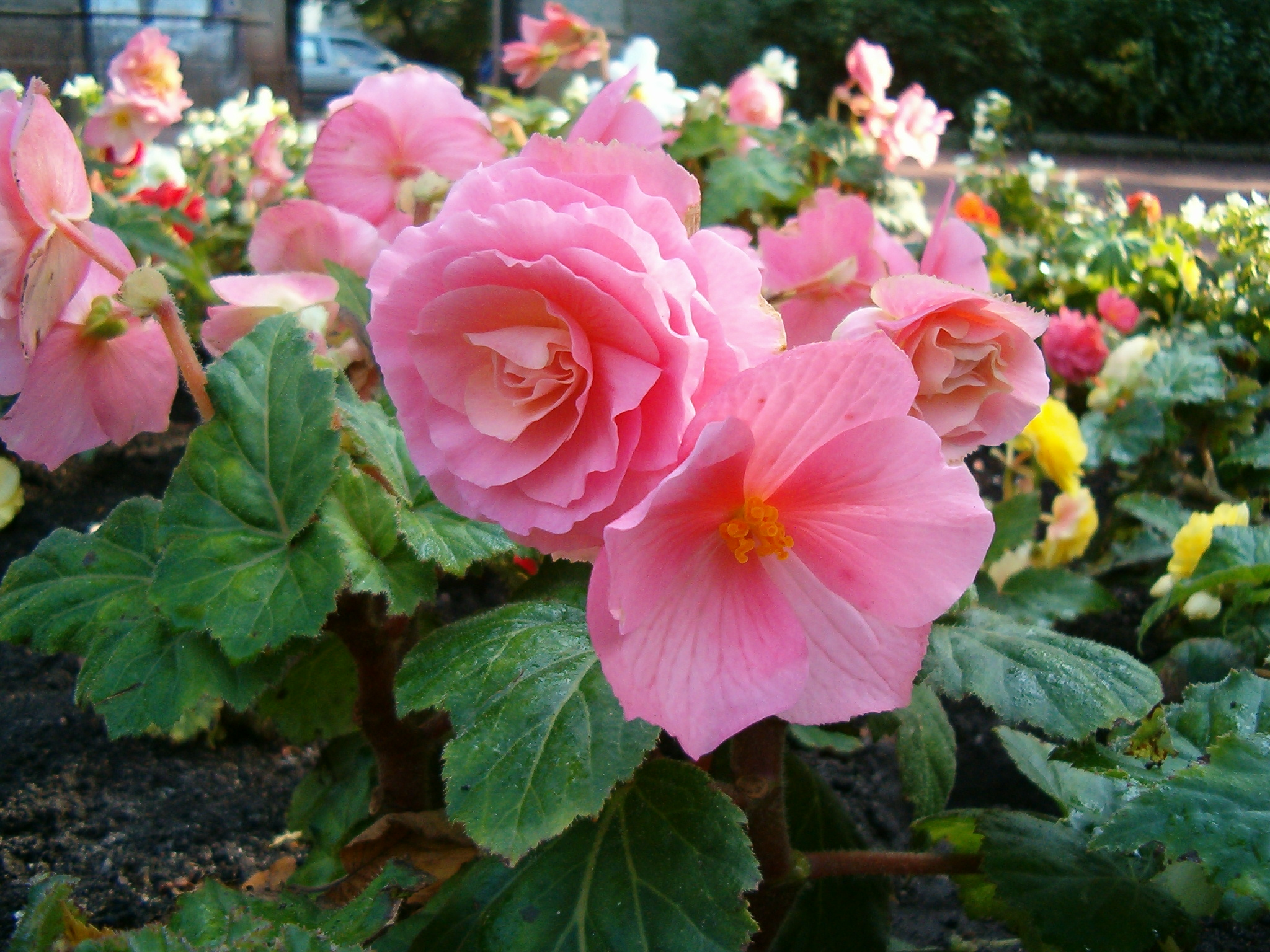
Odmiana o różowych kwiatach

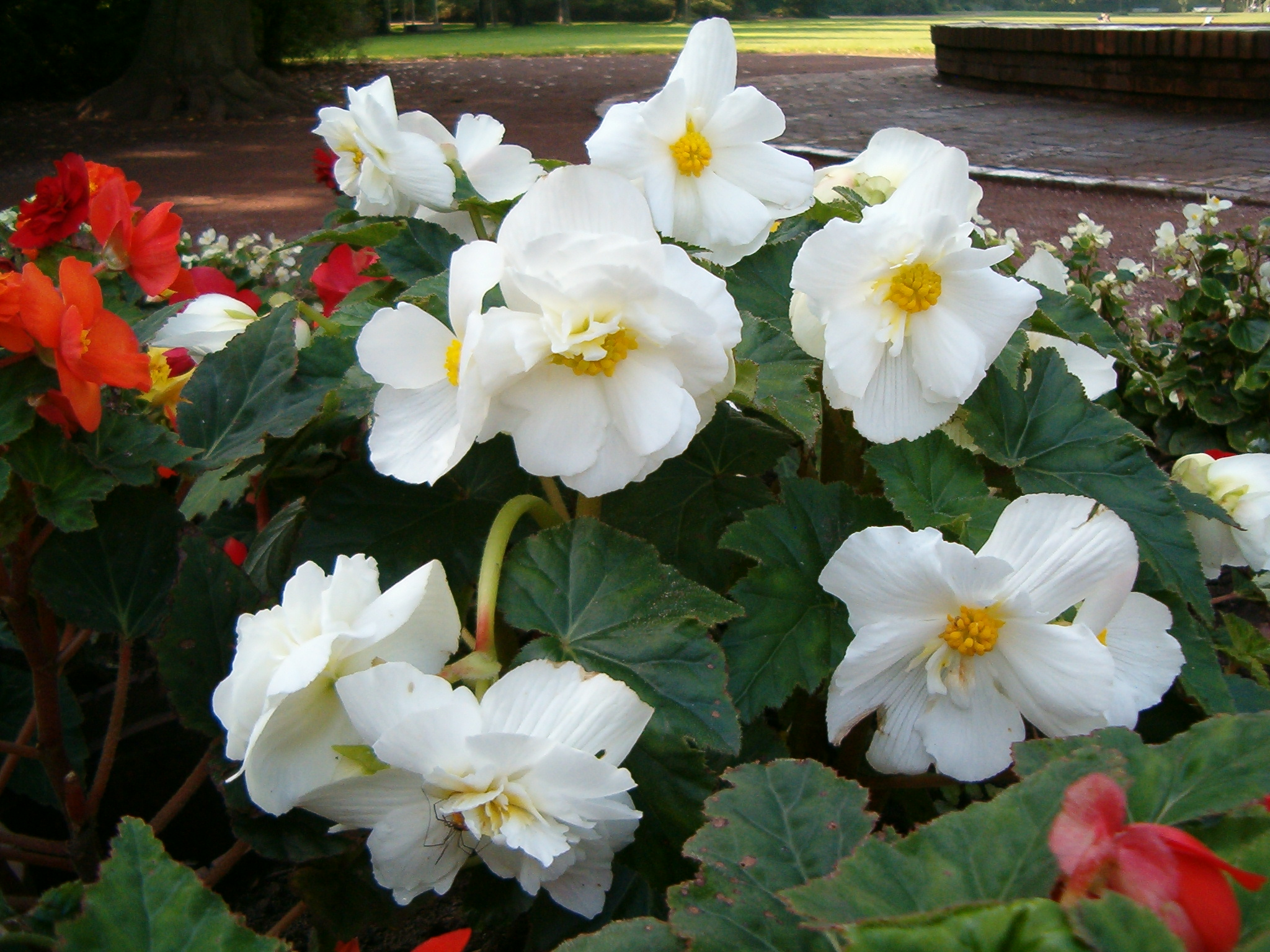
Odmiana o białych kwiatach

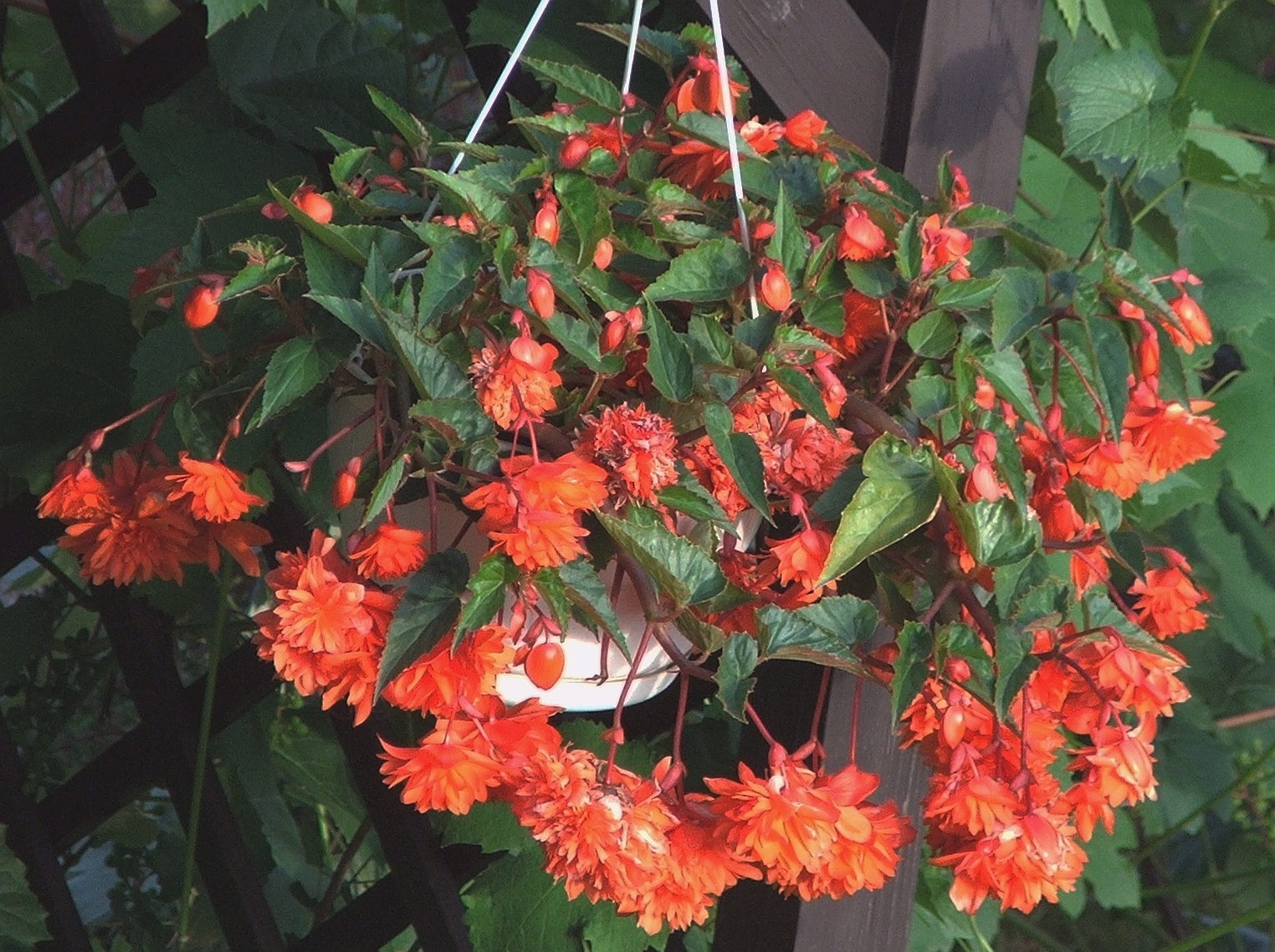
Begonia zwisająca

Begonia bulwiasta, ukośnica bulwiasta (Begonia ×tuberhybrida) – gatunek rośliny z rodziny begoniowatych. Powstała w wyniku krzyżowania gatunków pochodzących z krajów Ameryki Południowej. Wszystkie uprawiane begonie z tej grupy są kultywarami i mieszańcami wielu, dzisiaj trudnych już do ustalenia gatunków. Do krzyżowania rośliny wykorzystano m.in.: B. boliviensis DC, B. parcei Hook., B. davisii Veitch., B. froebelli DC., B. octopetala L'Hérit.

## Morfologia
PokrójBylina wysokości 20–40 cm, o mięsistych łodygach, wyrastających z nerkowatej bulwy. Bulwy są spłaszczone i mają grubą skórkę z dobrze widocznymi w ich górnej części śladami pędów nadziemnych.
LiścieW kształcie sercowato-lancetowatym są niesymetryczne, lekko owłosione, na brzegach piłkowane.
KwiatyOkazałe wyrastające z kątów liści, pojedynczo lub po kilka sztuk, są 4-działowe z wieloma pręcikami. Okres kwitnięcia od maja do września. Wyhodowano odmiany o różnych kolorach kwiatów: białe, żółte, różowe, pomarańczowe, czerwone, w całej gamie odcieni (istnieją też odmiany dwukolorowe picotee). Kwiaty mogą być pojedyncze lub pełne, płatki okwiatu są całobrzegie, ząbkowane, wcinane lub falowane.

## Zastosowanie
Roślina ozdobna. Czasami uprawiana jest w mieszkaniach jako roślina pokojowa, częściej jednak uprawia się ją na zewnątrz pomieszczeń na balkonach, w altanach, na pergolach i trejażach. Często jest też uprawiana w gruncie na rabatach. Jest rośliną wieloletnią, w Polsce jednak często jest uprawiana jako roślina jednoroczna, gdyż jej bulwy są słabo wytrzymałe na mróz i muszą być przechowywane wewnątrz pomieszczeń.

## Uprawa
- Podłoże. Dla roślin uprawianych w pojemnikach najlepsza jest standardowa ziemia torfowa, w ogrodzie powinna być to żyzna, próchniczna gleba o odczynie lekko kwaśnym.
- Światło. Najlepsze jest stanowisko lekko zacienione
- Podlewanie: Podlewać należy wodą bezwapnienną, nie zwilżając przy tym liści. Zasadniczo podlewa się (jeśli nie padał deszcz) codziennie, tak, by ziemia była stale lekko wilgotna.
- Nawożenie. Od kwietnia do września należy roślinę zasilać rozcieńczonym nawozem wieloskładnikowym.
- Zabiegi pielęgnacyjne. Ograniczają się zasadniczo do podlewania, nawożenia i usuwania uschniętych kwiatów (wyglądają nieestetycznie). Na zewnątrz domu można je wystawiać dopiero w połowie maja, gdy nie ma już przymrozków
- Rozmnażanie: Przez nasiona można rozmnażać tylko niektóre odmiany, które zachowują cechy osobnika macierzystego. Zasadniczo rozmnaża się je głównie wegetatywnie przez podział bulw lub sadzonki pędowe z częścią bulwy